# John Ruddy
John Thomas Gordon Ruddy (St. Ives, 24 oktober 1986) is een Engels doelman in het betaald voetbal. Hij verruilde Norwich City in juli 2017 voor Wolverhampton Wanderers. Ruddy debuteerde in 2012 in het Engels voetbalelftal.

## Clubcarrière
Ruddy komt uit de opleiding van Cambridge United. Na een jaar in het eerste elftal van Cambridge United vertrok hij naar Everton. Hij stond hier vijf jaar onder contract, maar werd in die periode regelmatig verhuurd aan clubs uit een van de lagere divisies. Ruddy tekende op 5 juli 2010 bij Norwich City. Met die club promoveerde hij in 2011 naar de Premier League. Hij speelde meer dan 200 wedstrijden voor Norwich City voor hij in juli 2017 verhuisde naar Wolverhampton Wanderers. Hiermee promoveerde hij in het seizoen 2017/18 naar de Premier League. Hij was dat jaar het hele seizoen eerste doelman. Eenmaal op het hoogste niveau werd hij reservekeeper achter Rui Patrício.

## Interlandcarrière
Ruddy behoorde op 16 mei 2012 tot de voorselectie van Engeland voor het EK 2012. Hij brak echter zijn vinger, waardoor hij niet kon naar het toernooi. Hij werd vervangen door Birmingham City-doelman Jack Butland. Ruddy debuteerde op 15 augustus 2012 in het Engels voetbalelftal, in een oefeninterland tegen Italië (2-1 winst), net als Jack Butland (Birmingham City), Ryan Bertrand (Chelsea), Jake Livermore  (Tottenham Hotspur) en Tom Cleverley (Manchester United).

## Erelijst
| Kampioen Championship | 1x | 2017/18 |

2 Laird ·
3 Buchanan ·
4 Klarer ·
5 Sanderson ·
6 Bielik  ·
7 Hansson ·
9 May ·
10 Jutkiewicz ·
11 Wright ·
12 Leonard ·
13 Paik ·
14 Anderson ·
15 Chang ·
17 Dykes ·
18 Willumsson ·
19 Gardner-Hickman ·
20 Cochrane ·
21 Allsop ·
23 Sampsted ·
24 Iwata ·
25 B. Davies ·
26 Harris ·
27 Khela ·
28 Stansfield ·
33 Yokoyama ·
45 Peacock-Farrell ·
48 Mayo ·
Coach: C. Davies
· Assistent-coach: Petty
· Assistent-coach: Gardiner
· Assistent-coach: Huddlestone